# Взаимодействие грейпфрута с лекарствами

Взаимодействие грейпфрута с лекарствами часто приводит к нежелательным побочным эффектам. Это было случайно открыто во время проверки взаимодействия лекарств с этанолом, когда исследователи попробовали замаскировать грейпфрутовым соком вкус алкоголя для слепого тестирования.
Хотя взаимодействие с медикаментами лучше всего исследовано на грейпфруте и грейпфрутовом соке, похожие эффекты наблюдаются с некоторыми другими цитрусовыми. Обзорная статья 2005 года рекомендовала пациентам отказаться от употребления всех цитрусовых соков до уточнения рисков, в 2008 году сообщалось о похожем эффекте яблочного сока.
Целый грейпфрут или 200 миллилитров (маленький стакан) грейпфрутового сока могут привести к повышению системной концентрации препаратов и последующим побочным эффектам. Этот эффект сохраняется до трёх дней. Относительные риски разных типов цитрусовых систематически не изучались. Медикаменты, подверженные такому негативному взаимодействию, имеют на упаковке предупредительную наклейку «Не принимать с грейпфрутом» и описание взаимодействия в инструкции, вложенной в коробку. Принимающим лекарство также советуют расспросить своего врача или фармацевта о взаимодействии лекарств.
Нежелательные взаимодействия происходят по вине фуранокумаринов (а также флавоноидов, в меньшей степени). Эти соединения деактивируют основные ферменты, ответственные за метаболизм лекарственных средств, в том числе цитохром P450 3A4 (CYP3A4), метаболизирующий почти 50 % лекарств. Эффект ингибирования метаболизирующих ферментов зависит от того, как лекарство действует:
1. метаболизируется ферментом до неактивного метаболита, либо
2. активируется ферментом, становясь активным метаболитом[англ.].

В первом случае ингибирование фермента, способствующего разрушению лекарства, приводит к увеличению концентрации этого препарата в теле, что может приводить к нежелательным побочным эффектам. В другом случае, ингибирование этого фермента у пролекарства, которое должно метаболизироваться до активного действующего вещества, снижает концентрацию медикамента, снижая его лечебный эффект вплоть до нуля.
Также фрукты могут снижать всасывание некоторых лекарств из кишечника, приводя к снижению их концентрации в крови.

## Открытие
Эффект грейпфрутового сока на всасывание лекарств был впервые описан в 1989 году. Первый опубликованный клинический отчёт о взаимодействии грейпфрута и лекарств вышел в 1991 году в журнале The Lancet под названием «Взаимодействие цитрусовых соков с фелодипином и нифедипином» (англ. Interactions of Citrus Juices with Felodipine and Nifedipine).

## Механизм действия

### Действующие вещества
В цитрусовых фруктах содержатся вещества химического класса полифенолов, включая нарингин и фуранокумарины, такие как бергамоттин, дигидроксибергамоттин и бергаптен. Нарингин содержится в грейпфрутах, померанцах и бергамоте. Фуранкумарины могут оказывать ещё более сильный эффект, чем нарингин.

### Действие фуранокумаринов
Вещества, производные от фуранокумаринов, влияют на работу печёночного и кишечного фермента CYP3A4 и могут быть основной причиной влияния на него грейпфрута. Изоформы цитохрома, подверженные действию компонентов грейпфрута, включают CYP1A2, CYP2C9 и CYP2D6. Соответственно, лекарства, которые эти ферменты метаболизируют, также могут взаимодействовать с цитрусовыми.
При пероральном приёме лекарства растворяются и всасываются в тонком кишечнике, а также иногда в желудке. Для того, чтобы попасть в кровь, медикамент должен пройти слой эпителиальных клеток просвета кишечника, после чего он оказывается в воротном круге кровообращения и распространяется по организму. Затем лекарства метаболизируются специфическими ферментами, прежде всего в клетках печени: ферменты превращают лекарства в метаболиты. Основной задачей метаболизма является избавление от вещества, его инактивация, превращение в растворимое соединение и подготовка к выделению. В результате метаболизма концентрация лекарства, уже попавшего в кровь, постепенно снижается. Ингибирование ферментов грейпфрутовым соком происходит в оболочке кишечника, а не в печени.
При ингибировании метаболизирующего фермента большее количество лекарства остаётся в крови. Это особенно опасно для медикаментов с низким отношением вреда к пользе, поскольку даже небольшое повышение концентрации в крови может привести к токсичности. Кроме этого, ингибирование печёночных ферментов может привести к увеличению активности вещества и увеличить продолжительность его нахождения в организме. Степень этого влияния разнится у разных людей и у разных порций сока, а следовательно не может быть заранее рассчитана.
Другой возможный механизм взаимодействия — ингибирование транспортного MRP2, находящегося в энтероцитах на стенках щёточной каймы кишечника[нужен лучший источник][прояснить].

## Продолжительность действия

### Взаимодействие с метаболизмом
Взаимодействия между грейпфрутом и лекарствами, происходящие до и после попадания медикамента в кровь, имеют разную длительность. В инструкциях к лекарствам часто бывает указано, взаимодействует ли с ними грейпфрут или другие вещества, и как долго продолжается это взаимодействие.
Грейпфрут сильнее всего влияет на лекарства, принятые в течение 3—4 часов после его употребления, но его влияние было заметно и спустя 24 часа. Такая большая продолжительность взаимодействия вызвана тем, что грейпфрут необратимо ингибирует ферменты, метаболизирующие лекарства (такие как CYP3A4), и клетки кишечника должны произвести новые ферменты, чтобы расщепить лекарство. Половина обычного количества ферментов восстанавливается за сутки, а возвращение к нормальному уровню занимает до 72 часов. Из-за этого ежедневно принимаемые лекарства невозможно полностью избавить от взаимодействия простым переносом времени.

### Взаимодействие с всасыванием
Лекарства, которые взаимодействуют с грейпфрутом из-за ингибирования полипептидов — транспортёров органических анионов, достаточно принимать через 4 и более часов после употребления грейпфрута.